# Мария Велева
Мария Гавраилова Вѐлева е българска етнографка, старши научен сътрудник I степен в Етнографския институт с музей при Българска академия на науките.

## Биография
Родена е на 4 юли 1914 г. в Сливен. През 1938 г. завършва славянска филология в Софийския университет. Работи в Етнографския институт с музей при Българска академия на науките, където от 1974 г. е старши научен сътрудник I степен. Почива на 27 октомври 1987 г.

## Научна дейност
Научните интереси на Мария Велева са в областта на българското традиционно облекло и тъкани. По-важни научни трудове са:
- „Котленската носия през 19 и първата половина на 20 век“ (1955)
- „Български народни носии. Албум“ (в 3 тома, 1960 – 1979, в съавторство)
- „Българска двупрестилчена носия“ (1963)
- „Разнообразието на българските народни носии“ (1970)